# Paradelia mirabilis
Paradelia mirabilis är en tvåvingeart som beskrevs av Griffiths 1987. Paradelia mirabilis ingår i släktet Paradelia och familjen blomsterflugor. Inga underarter finns listade i Catalogue of Life.